# Sunniva den heliga

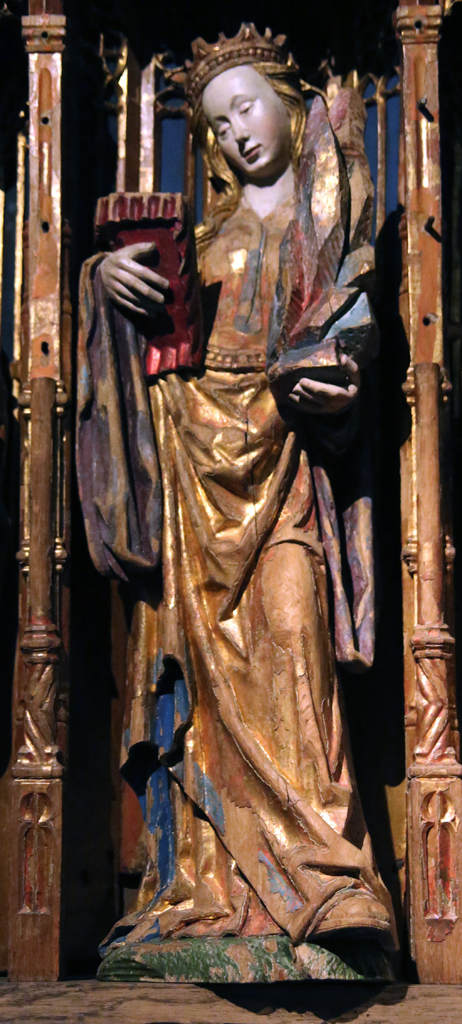
Sunniva.

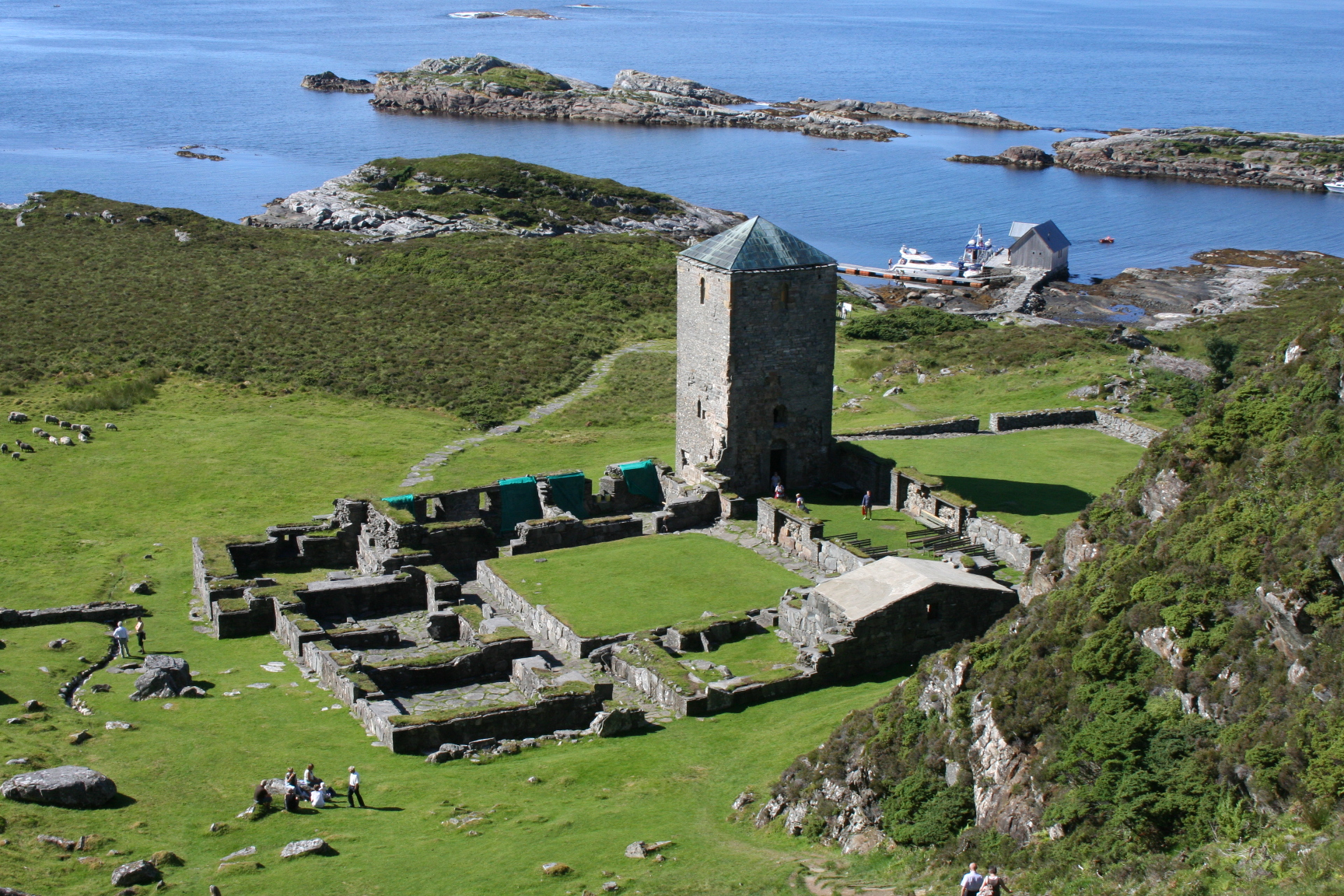
Ruiner efter Selje kloster, Nordfjord. Etableringen av biskopssäte på Selja år 1068 och senare uppförandet av ett Benediktinkloster sattes i samband med Sunnivalegenden.

Sunniva den heliga, född på 900-talet, död 996, är ett norskt helgon. 
Hon är Norges enda kvinnliga helgon och tillsammans med Olav den helige och Sankt Halvard de tre mest populära helgonen i Norge under medeltiden.
Enligt legenden var Sunniva en kristen irisk konungadotter på 900-talet som blev förföljd för sin tro. Hon flydde hemlandet tillsammans med andra kristna ut på havet. Skeppet strandade vid ön Selje vid den norska kusten. De gömde sig i klippgrottor men blev upptäckta. Efter ett stenras avled Sunniva och hennes följe. Omkring 100 år senare sågs ett ljus över berget och hennes välbevarade kropp påträffades. En kyrka, S:t Albans, uppfördes på platsen där hennes reliker förvarades. År 1170 flyttades dessa till Bergen. Sankt Sunniva återges som en ung krönt kvinna som bär ett litet klippblock.